# Otto König (Schriftsteller)
Otto König, Pseudonym: André Flisseau (* 13. Januar 1882 in Wien; † 10. November 1932 ebenda) war ein österreichischer Schriftsteller, Lyriker und Redakteur.

## Leben und Werk
Otto König, geboren 1882 in Wien, arbeitete zuerst als einfacher Arbeiter in einer Fabrik, bevor er sich bei den Verlagen S. Fischer und Ullstein in Berlin zum Verlagslektor hocharbeiten konnte. Während des Ersten Weltkrieges war er als Kriegsberichterstatter in deutschen Diensten tätig. Im Jahr 1919 erwarb er in Innsbruck schließlich die Zeitschrift Widerhall und fungierte bis zum Jahre 1924 auch als deren Herausgeber. Von 1925 bis zu seinem Tod im Jahr 1932 arbeitete er bei der österreichischen Tageszeitung Neues Wiener Journal als Redakteur, Feuilletonist und Theaterkritiker.
Erste Schriften Königs wurden bereits 1905 im Tiroler Blatt Der Scherer veröffentlicht. Sein erstes eigenes Werk als Schriftsteller erschien dann im Jahr 1915 unter dem Titel Glocken im Sturm beim Cotta-Verlag in Stuttgart. Diese Lyrik-Publikation zog weitere Gedichtbände nach sich. Ein Jahr später publizierte der Georg Müller Verlag in München den Band Stimme der Seele und im Jahr 1918 veröffentlichte der Innsbrucker K. K. Österr. Militär-Witwen- und Waisen-Fonds unter dem Titel Heimat in Not einen weiteren Gedichtband unterlegt mit Bildern des bekannten österreichischen Militärmalers Hugo von Bouvard. Im Jahr 1916 war bereits der Erlebnisbericht Kameraden vom Isonzo beim August-Scherl-Verlag in Berlin erschienen. Im Jahr 1920 schloss sich ein weiterer Erlebnisbericht-Band Otto Königs mit dem Namen Die Deutschen Palästinas in englischer Gefangenschaft: Erinnerungen beim Strom-Verlag in Dresden an. Königs Gedichte wurden darüber hinaus auch in Anthologien und Zeitschriften veröffentlicht, unter anderem 1921 in der Anthologie Weihnachtsgrüße – Eine Sammlung der schönsten Weihnachtsgedichte aus alter und neuer Zeit, neben Beiträgen von anderen Dichtern wie Ludwig Thoma, Georg Busse-Palma, Theodor Storm oder Martin Greif.
Otto König war herzkrank. Ärzte führten seinen Befund vor allem auf übermäßigen Nikotingenuss zurück. Am 10. November 1932 verstarb der Schriftsteller an seinem Arbeitsplatz in den Räumen des Neuen Wiener Journals. Sein Leichnam wurde am 15. November 1932 im Beisein bedeutender Vertreter von Kunst, Kultur und Politik in der Feuerhalle der Stadt Wien eingeäschert. Gemäß letztem Willen entfielen Trauerreden.

## Schriften (Auswahl)

### Einzelbände
- „Vor zwei Jahrtausenden. Eine Wanderung durchs alte Römerreich. Vortrag mit 102 farbigen Lichtbildern“, Sammlung von Lichtbildervorträgen, Teil 5, Danneberg, Wien 1913, OBV
- „Aus vergangenen Tagen. Kulturbilder aus dem ersten Jahrtausend der Geschichte des deutschen Volkes. Vortrag mit 75 Lichtbildern“, Sammlung von Lichtbildervorträgen, Teil 7, Danneberg, Wien 1913, OBV
- „Glocken im Sturm. Gedichte aus dem Kriege“, (Lyrik), Cotta-Verlag, Stuttgart 1915
- „Stimme der Seele. Gedichte“, (Lyrik), Georg Müller Verlag, München 1916
- „Kameraden vom Isonzo“, (Erlebnisbericht), August Scherl, Berlin 1916
- „Heimat in Not“, (Lyrik; Bilder: Hugo von Bouvard), K. K. Österreichischer Militär-Witwen- und Waisen-Fonds, Innsbruck 1918
- „Die Deutschen Palästinas in englischer Gefangenschaft: Erinnerungen“, (Erlebnisbericht), Strom-Verlag, Dresden 1920
- „Neue Gedichte“, (Lyrik), 1921
- „Die Städte verderben“, (Roman), 1921

### Beiträge in Anthologien
- “Weihnachtsgrüße – Eine Sammlung der schönsten Weihnachtsgedichte aus alter und neuer Zeit”, (Anthologie), Hermann Beyer & Söhne, Langensalza, 1921 herausgegeben von August Lomberg

## Ehrungen, Auszeichnungen, Preise (Auswahl)
- 1932 (posthum): Im Rahmen einer von Wilhelm Klitsch (1882–1941) angeführten Gedenkfeier Enthüllung einer von Mario Petrucci (1893–1972) gestalteten Büste (Anlass: 20-Jahr-Jubiläum des Wiener Theater-Kabaretts Simplicissimus)[3]